# Інтер (Бісау)
Уніау Дешпортіва Інтернасіонал ді Бісау або Інтер (порт. União Desportiva Internacional de Bissau) — професіональний футбольний клуб з Гвінеї Бісау, який базується в столиці країни — місті Бісау.

## Історія
Клуб було засновано 1971 року в столиці держави місті Бісау, команда вигравала Національний чемпіонат Гвінеї-Бісау 3 рази та кубок 6 разів. Також він брав участь в 3-х континентальних турнірах, де ніколи не просувався далі першого раунду.
В сезоні 2003/04 років «Інтер» не з'являвся 2 матчі поспіль, через фінансові проблеми, тому був понижений до пеhшого дивізіону чемпіонату.
Вони також грали в Кубку Португалії 3 рази, але ніколи не проходили далі другого раунду.

## Стадіон
Домашні матчі клуб проводить на стадіоні «Поадру ді Руртеш», який вміщує 5 000 глядачів.

## Досягнення
- Національний чемпіонат Гвінеї-Бісау:
  -  Чемпіон (3): 1976, 1985, 2003
  -  Срібний призер (4): 1988, 1992, 2018, 2025
  -  Бронзовий призер (2): 2000, 2002

- Національний Кубок Гвінеї-Бісау:
  -  Володар (7): 1977, 1983, 1984, 1985, 1988, 1996, 2024.

- Кубок Європейського Економічного Співтовариства:
  -  Володар (2): 1987, 1988

## Виступи на континентальних турнірах КАФ
| Сезон | Турнір                     | Раунд      | Клуб              | Вдома | На виїзді | Загальний  |
| ----- | -------------------------- | ---------- | ----------------- | ----- | --------- | ---------- |
| 1977  | Ліга чемпіонів КАФ         | 1          | Джоліба           | 0-1   | 0-5       | 0-6        |
| 1978  | Кубок володарів кубків КАФ | Попередній | Еспоірс (Нуакшот) | 3-1   | 0-2       | 3-3 (з.в.) |
| 1979  | Кубок володарів кубків КАФ | 1          | Воїни Бай Бурех   | 1-1   | 1-2       | 2-3        |

## Виступи в португальських турнірах
| Сезон | Турнір           | Раунд      | Клуб               | Вдома | На виїзді | Загальний |
| ----- | ---------------- | ---------- | ------------------ | ----- | --------- | --------- |
| 1965  | Кубок Португалії | 1/8 фіналу | Ольяненсе          | 2-3   | 0-4       | 2-7       |
| 1969  | Кубок Португалії | 1/8 фіналу | Спортінг (Лісабон) | 1-5   | 0-12      | 1-17      |
| 1973  | Кубок Португалії | 1          | Фаренсе            | 0-6   | X         | 0-6       |